# Lužani Zagorski
Lužani Zagorski su selo koje se nalazi u sastavu općine Jesenje u Krapinsko-zagorskoj županiji, Republika Hrvatska. Zemljopisno se može podijeliti na Gornji (zapadniji) i Donji (istočniji) Lužan, a dijeli ih potok. 
Službeno ima 139 stanovnika premda ih ima oko 100 (2007. g.). Najveći problem Lužana je demografske prirode jer godišnje umire u prosjeku petero ljudi dok je u posljednjih desetak godina rođeno najviše 10-ero djece. Po narodnom sastavu stanovništvo Lužana je isključivo hrvatsko tj. svi stanovnici su Hrvati. 
Jezik kojim se služi je neka vrsta starohrvatskog (staroslavenskog) govora. Prevladavaju prezimena: Forjan, Košanski, Mrzlečki, Cerovečki, Zagoršak, Jagušić, Gorup, Kotaršak, Živičnjak, Hlevnjak, Ledinski.

## Stanovništvo
| broj stanovnika | 257   | 224   | 253   | 294   | 313   | 348   | 353   | 396   | 381   | 406   | 354   | 310   | 244   | 182   | 135   | 125   | 91    |
|                 | 1857. | 1869. | 1880. | 1890. | 1900. | 1910. | 1921. | 1931. | 1948. | 1953. | 1961. | 1971. | 1981. | 1991. | 2001. | 2011. | 2021. |

## Poznate osobe
- Andrija Mrzlečki, hrvatski sindikalist